# 셀루안
셀루안(베르베르어: Selwan, 스페인어: Zeluán)은 모로코 오리앙탈 지방 나도르주에 위치하고 있는 도시이다. 2004년 인구 조사에 따르면, 해당 도시의 인구는 9,211명의 주민이 거주하고 있다.